# Glochidion moonii
Glochidion moonii är en emblikaväxtart som beskrevs av George Henry Kendrick Thwaites. Glochidion moonii ingår i släktet Glochidion och familjen emblikaväxter.
Artens utbredningsområde är Sri Lanka.

## Underarter
Arten delas in i följande underarter:
- G. m. moonii
- G. m. subglabrum